# Ibrahim Bilali
Ibrahim Bilali   (21 de juliol de 1965) és un boxejador kenyà, guanyador d'una medalla olímpica.
El 1984 va prendre part en els Jocs Olímpics d'Estiu de Los Angeles, on va guanyar la medalla de bronze en la categoria del pes mosca del programa de boxa.